# Île de Bendor
Île de Bendor – niewielka wyspa leżąca na Morzu Śródziemnym u wybrzeży Francji, w departamencie Var w regionie  Prowansja-Alpy-Lazurowe Wybrzeże. Wyspa oddalona jest około 300 metrów od Bandol i niecałe 20 km na zachód od Tulonu.
Wyspa zajmuje powierzchnię 8 hektarów, przy długości linii brzegowej wynoszącej około 1,5 km.
W XVII wieku wyspa służyła jako miejsce wygnania, by przez kolejne 250 lat być całkowicie niezaludniona. W 1950 została zakupiona przez przedsiębiorcę Paula Ricarda, prezesa koncernu alkoholowego Pernod Ricard, który ostatecznie po wyrównaniu i poszerzeniu wyspy utworzył na niej hotel oraz muzeum win i alkoholi (w 1958).